# Iván Morovic
Iván Eduardo Morovic Fernández est un joueur d'échecs chilien né le 24 mars 1963 à Viña del Mar, champion du Chili en 1981 et grand maître international depuis 1986.

## Biographie et carrière

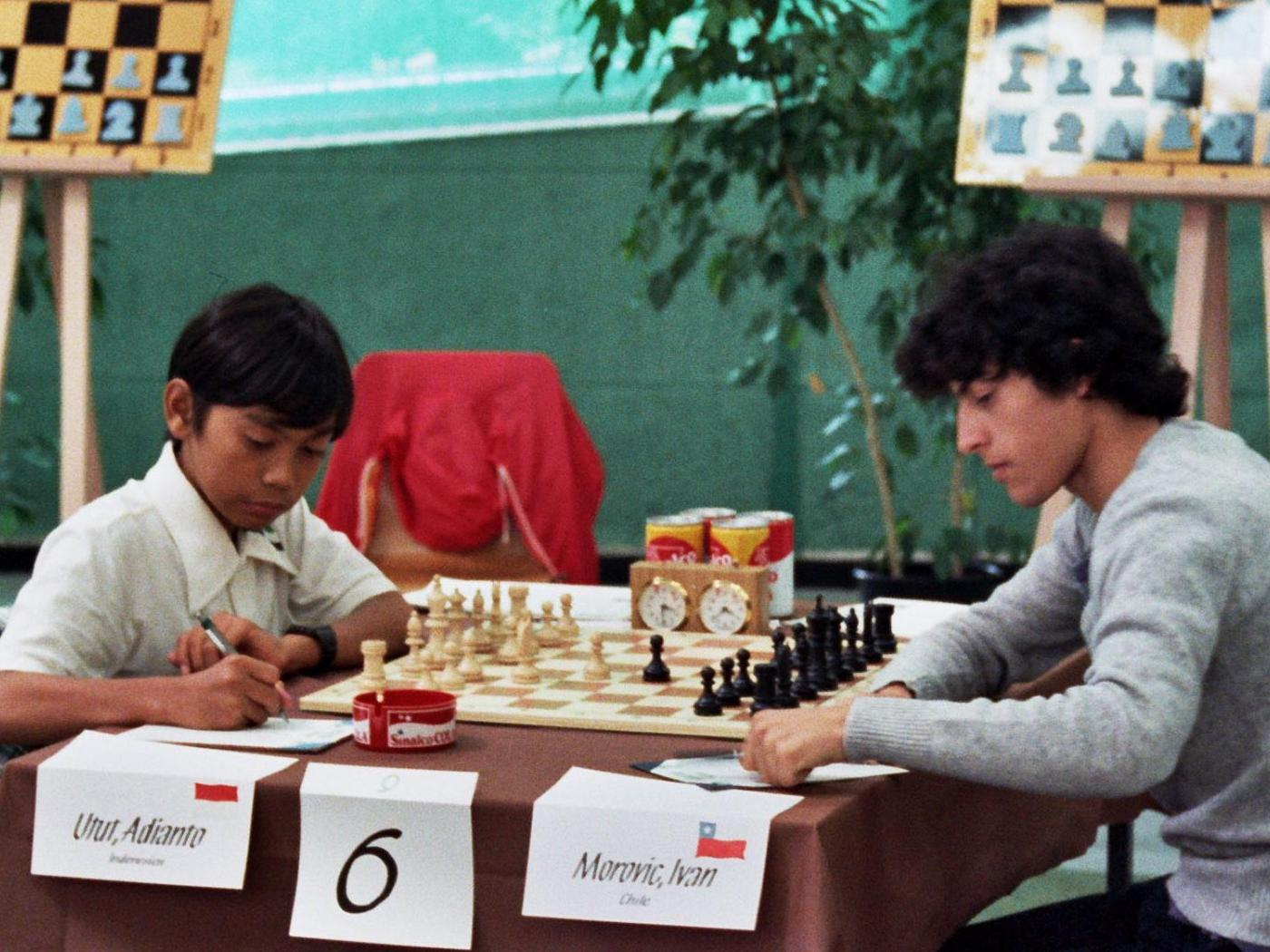
Morovic (à droite) face à Adianto en 1980 à Dortmund.

Morovic est d'origine croate. Il remporta la médaille d'argent au championnat du monde d'échecs junior de 1980 à Dortmund, derrière Garry Kasparov et Nigel Short et gagna le championnat national du Chili en 1981. Il remporta le tournoi zonal de Corrientes en 1985 et finit treizième du tournoi interzonal de Tunis en avril-mai 1985 avec 7,5 points sur 16 en ayant battu Aleksandr Beliavski. Il remporta le tournoi de Las Palmas en 1987 (+5 =4) ainsi qu'en 1993.
En match, Morovic perdit contre Viktor Kortchnoï en 1988 à Viña del Mar (0-2, =4) et annula contre Boris Spassky l'année suivante dans la même ville (=6).
Il gagna le tournoi zonal de Santiago en 1995 et fut éliminé par Tal Shaked lors du premier tour du championnat du monde de la Fédération internationale des échecs 1997-1998. Par la suite, il remporta le tournoi de La Havane (Mémorial Capablanca, ex æquo avec Robert Hübner
et Yaacov Zilberman) 1998 et ceux de Pinamar 2002 et Santos 2003.
En 2004, lors du premier tour du championnat du monde de la Fédération internationale des échecs 2004, il perdit contre Viorel Iordăchescu (0,5 à 1,5).